# St. James Church, Kerikeri
St. James Church är en anglikansk kyrka i Kerikeri, Nya Zeeland. Nuvarande träkyrka är byggd 1878.

## Kyrkobyggnaden
Kyrkan påstås vara byggd på en plats som har valts ut av Maorihövdingen Hongi Hika. (Dåvarande högste ledare för Ngapuhistammen) Första kapellet uppfördes i november 1823 och öppnade cirka sex månader senare. Kapellet byggdes dock inte på nuvarande kyrkplats. Andra kapellet uppfördes någon gång i början av 1829 och byggdes på nuvarande kyrkplats, den plats som Hongi Hika tidigare hade föreslagit. Omkring år 1840 fanns få människor kvar i Kerikeri och de flesta Maorier hade flyttat därifrån. 1848 lades missionsstationen ned och kapellet förföll. De nästkommande decennierna ökade traktens befolkning. Nuvarande kyrka uppfördes 1878 på samma plats där kapellet stått och invigdes 5 december samma år. 1910 ersattes takbeläggningen från träspån till korrugerad plåt. 1963 förlängdes kyrkan med fem meter.
Kyrkan har en stomme av trä och består av långhus med smalare kor i öster. Ingången går genom ett litet vapenhus vid norra långsidan.